# Ponte delle Serretelle
Il ponte delle Serretelle è un antico ponte ad arco situato a sud-ovest di Benevento, fra la collina della Gran Potenza e il torrente Serretelle. Nella cartografia del XIX secolo il ponte appare valicare il torrente nei pressi della sua confluenza nel fiume Calore; ma successivamente il corso d'acqua è stato deviato. Il manufatto, caduto in disuso, è parzialmente crollato.

## Storia e descrizione
Stefano Borgia riteneva che la via Appia romana, nel suo tratto fra il ponte Corvo e il ponte Leproso con cui accedeva alla città di Benevento, passasse anche dal ponte delle Serretelle. Non fu dello stesso parere Almerico Meomartini, secondo il quale il passaggio per tale ponte avrebbe significato che la strada seguiva un percorso inutilmente lungo e tortuoso, mentre era più credibile che essa corresse lungo il pendio della collina. Ritrovamenti archeologici più recenti hanno dimostrato che questa seconda opinione è sostanzialmente corretta, poiché la strada doveva ricalcare abbastanza esattamente le attuali vie Serretelle e Santa Clementina. Le carte del Catasto gregoriano di Benevento, datate 1825, mostrano che il ponte era attraversato da un altro tracciato (ora scomparso) il quale, provenendo dalla zona di Monte Pino, confluiva in quello prima menzionato.
Il ponte è ricordato nel Chronicon di Falcone Beneventano perché nel 1113 esso fu teatro di uno degli episodi di scontro fra i Normanni e i Beneventani soggetti al dominio papale. Il connestabile beneventano, Landolfo della Greca, aveva frenato le mire espansionistiche normanne, riportando vittorie in svariate occasioni; i Normanni cercavano, quindi, di liberarsi di un personaggio così scomodo. Un giorno Landolfo, mentre stava presidiando con un gruppo di soldati il ponte delle Serretelle, notò cinquanta uomini del conte Roberto di Alife nascosti fra i frutteti. Ne scaturì un combattimento in cui Landolfo prevalse ancora una volta, e fece dieci prigionieri.

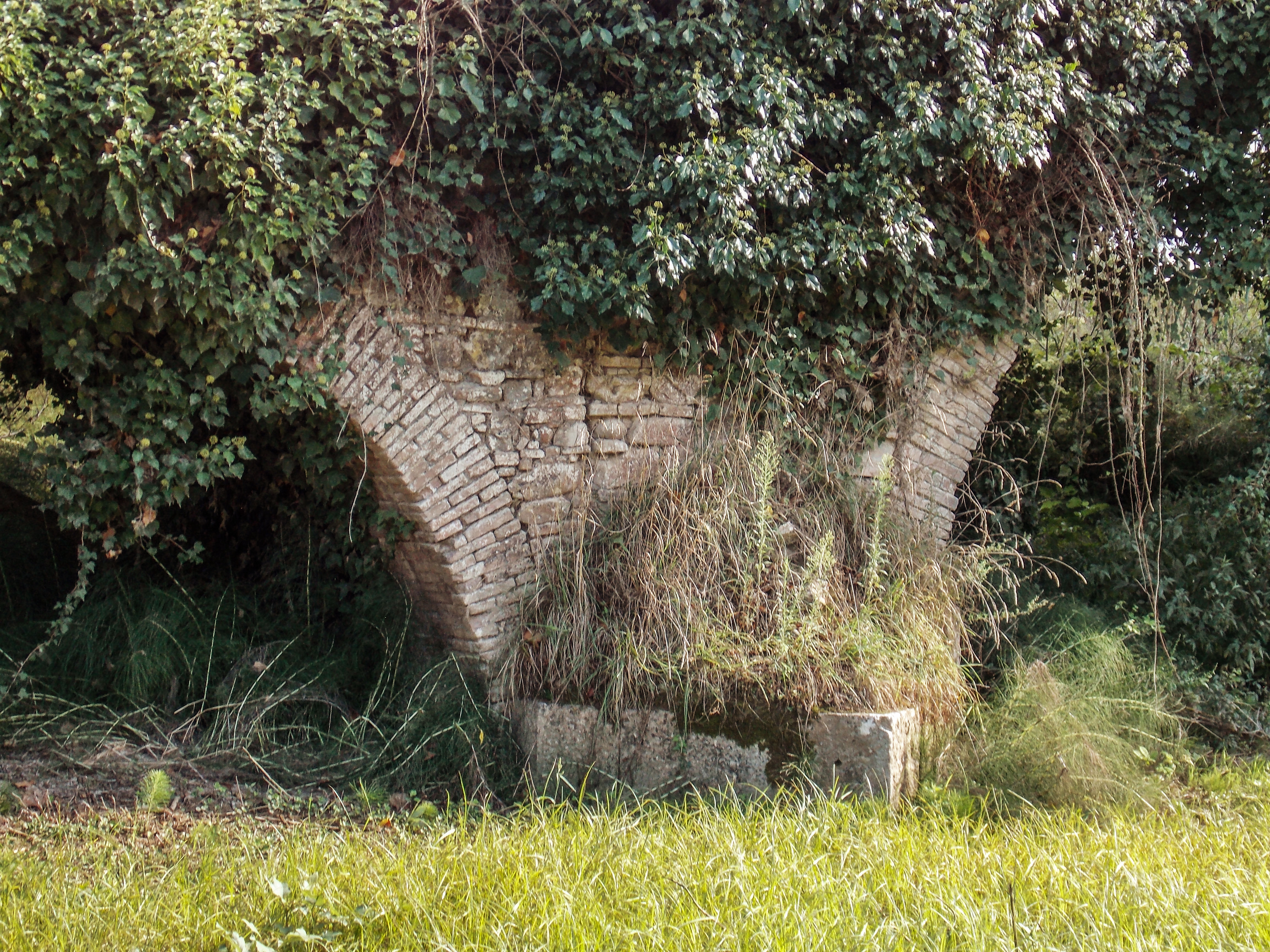
La pila fra le due arcate superstiti

La struttura del ponte, come è giunta ai giorni nostri, è a schiena d'asino, in apparenza medievale. Borgia nel 1764 lo descriveva come «diruto»; mentre Meomartini nel 1889 scrisse che nel frattempo era stato restaurato. Probabilmente ciò avvenne a seguito un atto stipulato nel 1807, durante la parentesi del principato napoleonico di Benevento, sotto il governo di Louis de Beer; progettista dei lavori di ripristino fu l'architetto Giovanni Torre. In una foto di Robert Gardner datata 1914 il ponte appare con tre arcate, di cui quelle laterali, minori, a sesto ribassato; ma risulta già lambito piuttosto che attraversato dal torrente Serretelle, e una vistosa interruzione del muro di spalla testimonia che il ponte era ormai dismesso.
Attualmente una delle due arcate laterali è crollata. Le arcate, costruite in laterizi, sono larghe 3 m. Quella laterale ancora in piedi copre 6,80 m in lunghezza. I timpani fra le arcate sono costruiti in muratura a sacco, con un paramento che alterna filari in laterizio con ciottoli vagamente rettangolari: una tecnica costruttiva paragonabile a quella che si vede nelle mura di Benevento di età longobarda. Davanti a una delle pile, originariamente sul lato sopra corrente, si conserva parte di un rostro.
Nel 1990, davanti ai resti del ponte, fu messo in scena Il dialogo della palude di Marguerite Yourcenar, quale uno degli eventi del festival teatrale Città Spettacolo.
Al 2016, lo stato di conservazione del ponte è pessimo: la costruzione è aggredita dalla vegetazione spontanea e dall'umidità, e la malta di legame fra gli elementi è degradata.